# The Apostate
The Apostate je sólové studiové album kanadského hudebníka Arta Bergmanna. Vydáno bylo v roce 2016 nezávislou společností Weewerk. Jde o jeho první album obsahující nové písně od roku 1995, kdy vyšla deska What Fresh Hell Is This?. Album bylo zčásti financováno crowdfundingovou kampaní PledgeMusic. Jeho producentem byl Lorrie Matheson.

## Seznam skladeb
1. „Atheist Prayer“ – 5:19
2. „Mirage (The Apostate)“ – 4:57
3. „Cassandra“ – 5:15
4. „The Greatest Story Never Told“ – 5:46
5. „Live It Up“ – 4:02
6. „A Town Called Mean“ – 4:09
7. „Pioneers“ – 9:31
8. „The Legend of Bobby Bird“ – 4:52

## Obsazení
- Art Bergmann – zpěv, akustická kytara, elektrická kytara
- Paul Rigby – steel kytara, akustická kytara, elektrická kytara, barytonová kytara, mandolína, ebow
- Lorrie Matheson – akustická kytara, elektrická kytara, mellotron, varhany
- Jason Sniderman – klavír, elektrické piano, mellotron
- Ian Grant – bicí, perkuse
- Peter Clarke – baskytara
- Foon Yap – housle
- Mike Little – akordeon
- Natasha Sayer – zpěv
- Emily Triggs – zpěv
- Nikki Valentine – zpěv